# 172
El año 172 (CLXXII) fue un año bisiesto comenzado en martes del calendario juliano, en vigor en aquella fecha.
En el Imperio romano el año fue nombrado el del consulado de Escipión y Máximo, o menos frecuentemente, como el 925 ab urbe condita, siendo su denominación como 172 a principios de la Edad Media, al establecerse el anno Domini.

## Acontecimientos
- El emperador Marco Aurelio cruza el Danubio con una fuerza expedicionaria, somete a los marcomanos y sus aliados. En un pacto firmado con las tribus germánicas, los importa para que ocupen zonas del Imperio romano que habían sido despobladas por la peste.
- Los sármatas atacan la frontera del bajo Danubio.
- Avidio Casio, gobernador de Siria, suprime una revuelta agraria en Egipto y es nombrado comandante supremo del ejército romano de Oriente.

## Nacimientos
- Filostrato II el Ateniense, sofista griego (fecha aproximada)